# Дебора Харкнес
Дебора Харкнес (на английски: Deborah Harkness) е американска писателка и историчка.

## Биография и творчество
Дебора Харкнес е родена на 5 април 1965 г. във Филаделфия. Получава бакалавърска степен от Маунт Холиок Колидж (1986), магистърска от Северозападния университет (1990) и докторска от Калифорнийския университет – Дейвис (1994). Преподава в Южнокалифорнийския университет като работи главно в областта на историята на науката. През 2011 г. публикува фантастичния роман „Аз, вещицата“ („A Discovery of Witches“), първа част от едноименната трилогия, който има голям търговски успех.

## Произведения

### Серия „Аз, вещицата“ (All Souls Trilogy)
1. A Discovery of Witches (2011)
Аз, вещицата, изд.: ИК „Бард“, София (2011), прев. Елена Кодинова
2. Shadow of Night (2012)
Нощна сянка, изд.: ИК „Бард“, София (2013), прев. Елена Кодинова, Венцислав Божилов
3. The Book of Life (2014)
Книгата на живота, изд.: ИК „Бард“, София (2014), прев. Венцислав Божилов

#### Съпътстващи издания
- The World of All Souls (2018)
- Time's Convert (2018)
Преобразени от времето, изд.: ИК „Бард“, София (2021)

### Документалистика
- John Dee's Conversations with Angels: Cabala, Alchemy, and the End of Nature (2006)
- The Jewel House: Elizabethan London and the Scientific Revolution (2007)